# Campeonato Paranaense de Futebol de 1937
O Campeonato Paranaense de 1937 foi a 23° edição do campeonato estadual, com nove equipes da capital, além do campeão da Liga dos Campos Gerais e o time da cidade de Iraty. O Clube Atlético Ferroviário conquistou seu primeiro título paranaense, em seu oitavo ano de fundação, e o vice, mais uma vez foi o Operário Ferroviário Esporte Clube de Ponta Grossa. O Savoia Futebol Clube teve seu primeiro artilheiro, Leoncio, com 10 gols marcados.

## Clubes Participantes
Liga Curitibana
- 1° Lugar Clube Atlético Ferroviário
- 2° Lugar Clube Atlético Paranaense
- 3° Lugar Coritiba Foot Ball Club
- 4° Lugar Palestra Itália Futebol Clube
- 5° Lugar Britânia Sport Club
- 6° Lugar Junak
- 7° Lugar Savoia Futebol Clube

Liga dos Campos Gerais
- Campeão Operário Ferroviário Esporte Clube

Liga de Irati
- Campeão Iraty Sport Club

## Fase final
| Equipe                             | Cidade       | Região                           | Classificado por                                             | Estádio | Capacidade | Títulos        | Participações |
| ---------------------------------- | ------------ | -------------------------------- | ------------------------------------------------------------ | ------- | ---------- | -------------- | ------------- |
| Operário Ferroviário Esporte Clube | Ponta Grossa | Microrregião de Ponta Grossa     | Campeão do Torneio da Liga Pontagrossense de Futebol de 1937 | --      | --         | 0 (não possui) | 11            |
| Ferroviário                        | Curitiba     | Região Metropolitana de Curitiba | Campeão do Torneio da Liga Curitibana de Futebol de 1937     | --      | --         | 0 (não possui) | 1             |
| Iraty Sport Club                   | Irati        | Microrregião de Irati            | Campeão do Torneio da Liga Regional Sul de 1937              | --      | --         | 0 (não possui) | 4             |

## Regulamento
Campeonato por pontos corridos com o campeão de cada liga se classficando para a Fase final
Fase Final todos contra todos.

## Finais
- 11 de Abril de 1938
- Operário	  2 x 3  Ferroviário
- 17 de Abril de 1938
- Ferroviário	  5 x 2  Operário

## Campeão
| Campeonato Paranaense de 1937 |
| ----------------------------- |
| Ferroviário 1° Título         |